# Reading FC (femení)
El Reading FC femení és la secció femenina del Reading FC, un club anglés de futbol de la ciutat de Reading (Berkshire), malgrat juga els seus partits a l'estadi Adams Park de High Wycombe (Buckinghamshire). Al 2015 va ascendir a la FA Women's Super League.